# قصر فانسان (مترو باريس)
قصر فانسان (بالفرنسية: Château de Vincennes)‏ هي محطة مترو تابعة لمترو باريس تقع في فرنسا في الدائرة الثانية عشرة في باريس.[بحاجة لمصدر]